# Villelongue
Villelongue – miejscowość i gmina we Francji, w regionie Oksytania, w departamencie Pireneje Wysokie.
Według danych na rok 1990 gminę zamieszkiwały 313 osoby, a gęstość zaludnienia wynosiła 15 osób/km² (wśród 3020 gmin regionu Midi-Pireneje Villelongue plasuje się na 754. miejscu pod względem liczby ludności, natomiast pod względem powierzchni na miejscu 533.).